# Ligne Shibayama Railway
La ligne Shibayama Railway (芝山鉄道線, Shibayama Tetsudō-sen) est une courte ligne ferroviaire exploitée par la compagnie Shibayama Railway, située principalement dans l'enceinte de l'aéroport de Narita dans la préfecture de Chiba au Japon. Elle relie la gare de Higashi-Narita à celle de Shibayama-Chiyoda.

## Histoire
La ligne ouvre le 27 octobre 2002.

## Interconnexion
Tous les trains sont interconnectés avec la ligne Keisei Higashi-Narita pour des services vers Keisei Narita, Keisei Ueno, Nishi-Magome ou l'aéroport de Haneda.

## Caractéristiques

### Ligne
- Longueur : 2,2 km
- Ecartement des voies : 1 435 mm
- Nombre de voies : Voie unique
- Electrification : 1 500 V CC

### Liste des gares
| Numéro | Gare              | Nom japonais | Distance depuis Matsumoto (km) | Correspondances                          | Localisation |
| ------ | ----------------- | ------------ | ------------------------------ | ---------------------------------------- | ------------ |
| KS44   | Higashi-Narita    | 東成田       | 0                              | Keisei : Higashi-Narita (interconnexion) | Narita       |
| SR01   | Shibayama-Chiyoda | 芝山千代田   | 2,2                            |                                          | Shibayama    |